# Odinala
Odinala är den traditionella religionen för igbofolket i södra Nigeria i Västafrika.  Det är en term för både religionen och den traditionella Igbokulturen som sådan, eftersom religion inte anses gå att separera från de övriga delarna av den traditionella kulturen. 
Religionen tillhör polyteismen. Dess panteon är indelad i en hierarki med en central höggud, Chukwu högst upp; en nivå av lägre gudar nedanför, och nedanför dessa animistiska naturandar som kallas ágbàrà eller árúsí.